# Театральний інститут імені Бориса Щукіна
Вище театральне училище імені Б. В. Щукіна, з 2002 року — Театральний інститут імені Бориса Щукіна при Державному Академічному театрі імені Євгена Вахтангова — вищий театральний навчальний заклад Російської Федерації, знаходиться в Москві (Великий Ніколопесковскій провулок, 12A). Інститут готує фахівців за такими напрямками: «Актор драматичного театру і кіно» та «Режисер театру».
Ректор — Князев Євген Володимирович.

## Історія
Датою заснування Училища прийнято вважати 23 жовтня 1914 року. У цей день Євген Вахтангов, молодий учень Станіславського, провів перше заняття з студійцями, які в листопаді 1914 року організували аматорську театральну студію.
Перша назва з'явилася пізніше 1917 року, після першої вдалої прем'єри, — «Московська драматична Студія Є. Б. Вахтангова». 1920 року школа перейменована на III Студію МХТ — Вахтангов, який хворів на рак, бажаючи зберегти студію, звернувся до своїх вчителям під МХТ і попросив взяти його студію в число студій МХТ. Складом цієї самої студії Вахтангов ставить свою знамениту «Принцесу Турандот».
29 травня 1922 року Вахтангов після тривалої хвороби помер, не зумівши навіть прийти на прем'єру й побачити в залі для глядачів свій останній найвідоміший спектакль «Принцеса Турандот». Залишившись без керівника, артисти продовжили свій шлях, і в 1926 року колективу вдалося, відстоявши будівлю та право на творче життя, отримати статус Державного театру імені Євгена Вахтангова з постійно діючою при ньому театральною школою.
Лише 1932 року школа отримала статус середньої театрального навчального закладу, 1939 року — присвоєно ім'я російського актора, улюбленого учня Вахтангова — Бориса Щукіна, а 1945 року школі надано статус вищого навчального закладу.